# Vectrex
O Vectrex foi um console de videogame de 8 bits, de 2ª geração, lançado em 1982 pela General Consumer Electronics (GCE) que, posteriormente, foi adquirido pela Milton Bradley Company.
O Vectrex, que usava o processador Motorola MC68A09, era o único videogame que empregava e apresentava gráficos vetoriais em seu monitor pré-integrado ao console, ao qual era possível conectar até dois controladores. Seu preço de lançamento, em novembro de 1982, era de 199 dólares. As primeiras unidades possuíam um defeito de fabricação: emitiam um perturbador ruído pelo alto-falante interno que, ao mesmo tempo, interferia nos gráficos gerados na tela. Tal problema, porém, foi corrigido nos modelos posteriores.
Ao contrário de outros consoles de videogame, que eram diretamente conectados a aparelhos comuns de TV, o Vectrex possuía seu próprio monitor, no qual apresentava gráficos vetoriais. A tela do monitor do Vectrex era monocromática e, em razão disso, usavam-se filtros especialmente projetados para dar ao usuário a ilusão de cores, além de reduzir os efeitos "flicker" gerados pelo monitor. Como a maioria dos jogos mais populares usavam gráficos vetoriais, a GCE chegou a lançar, separadamente, versões de jogos com gráficos de alta qualidade, como Space Wars e Armor Attack. Os dois únicos periféricos disponíveis para o Vectrex, além dos controladores, que continham joysticks analógicos, foram a caneta ótica e o gerador de imagens 3D. Como o mercado de videogames declinou abruptamente, o Vectrex saiu do mercado logo no início de 1984.
Em 1988, a Smith Engineering chegou a projetar uma versão handheld do Vectrex, não obstante ao grande risco representado pelo pequeno e popular Game Boy, da Nintendo. Em meados de 1990, a Smith Engineering liberou a reprodução da imagem do sistema Vectrex e seus cartuchos para usos não comerciais, visando manter vivas as comunidades de usuários e desenvolvedores (a mais importante destas é a Home Brew).
De fato, ainda hoje surgem novos jogos para esse console e muitos outros continuam em desenvolvimento. Também novos periféricos surgiram, como o VecVox (um sintetizador de voz).

## Especificações técnicas

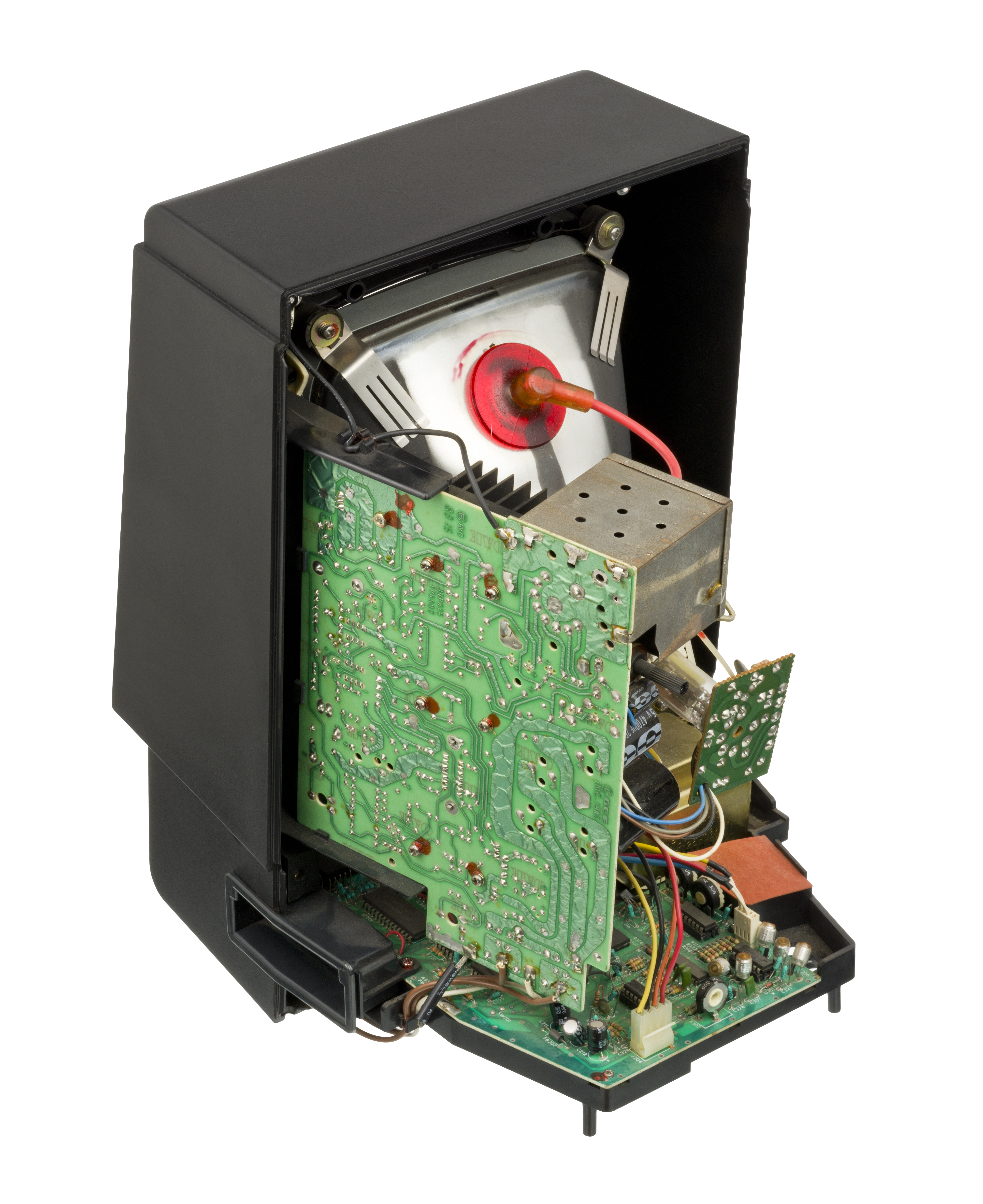
Interior do console.

### Circuitos Internos
- CPU: Motorola MC68A09 operando em 1,6 MHz
- Memória RAM: 1 KB (empregando dois processadores 2114 de 4 bits)
- Memória ROM: 8 KB (empregando o processador 2363 de 8 bits)

### Som
- Processador dedicado General Instruments AY-3-8912
- Alto-falante interno de 3"

### Vídeo
- Tubo de raios catódicos Samsung 240RB40, monocromático, medindo 9 x 11 polegadas, resultando em 240 mm. de diagonal.
- O monitor não possuía controle de claridade, mas o brilho era ajustado conforme se desenhasse algumas linhas mais frequentemente que outras.
- Não era possível conectar o Vectrex a um aparelho de televisão, ao contrário dos demais consoles da época.

### 3D Imager
O 3D Imager foi um periférico que possuía um disco que era metade preto e metade com bandas coloridas, que irradiava a partir do centro (geralmente vermelho, verde e azul), entre os olhos do jogador e a tela do console. O Vectrex era então sincronizado para observar a rotação do disco (ou vice-versa) e desenhava os vetores correspondentes a uma cor e/ou olho em particular. Apenas um olho enxergava a tela do Vectrex e as suas imagens ou cores associadas em um dado momento, enquanto que o outro olho não enxergava isto.
Assim, um objeto simples que não existia no plano do monitor era desenhado pelo menos duas vezes para oferecer a informação respectiva para cada olho. A distância entre as imagens duplicadas e, dependendo se uma das imagens era criada para o olho esquerdo ou para o olho direito, sendo esta sempre desenhada em primeiro lugar, determinava onde o objeto iria aparecer para "estar" em um espaço 3D. A ilusão de 3D e cores também podia ser ampliada através do ajuste de brilho do objeto.

## Jogos

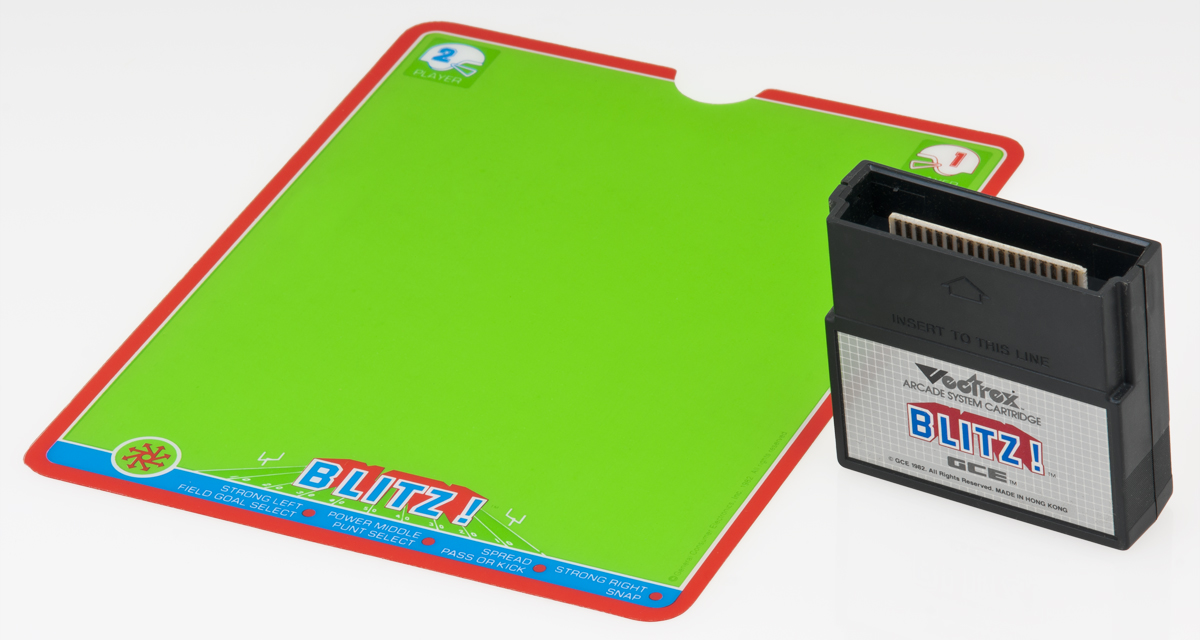
Cartucho do Vectrex com película para a tela.

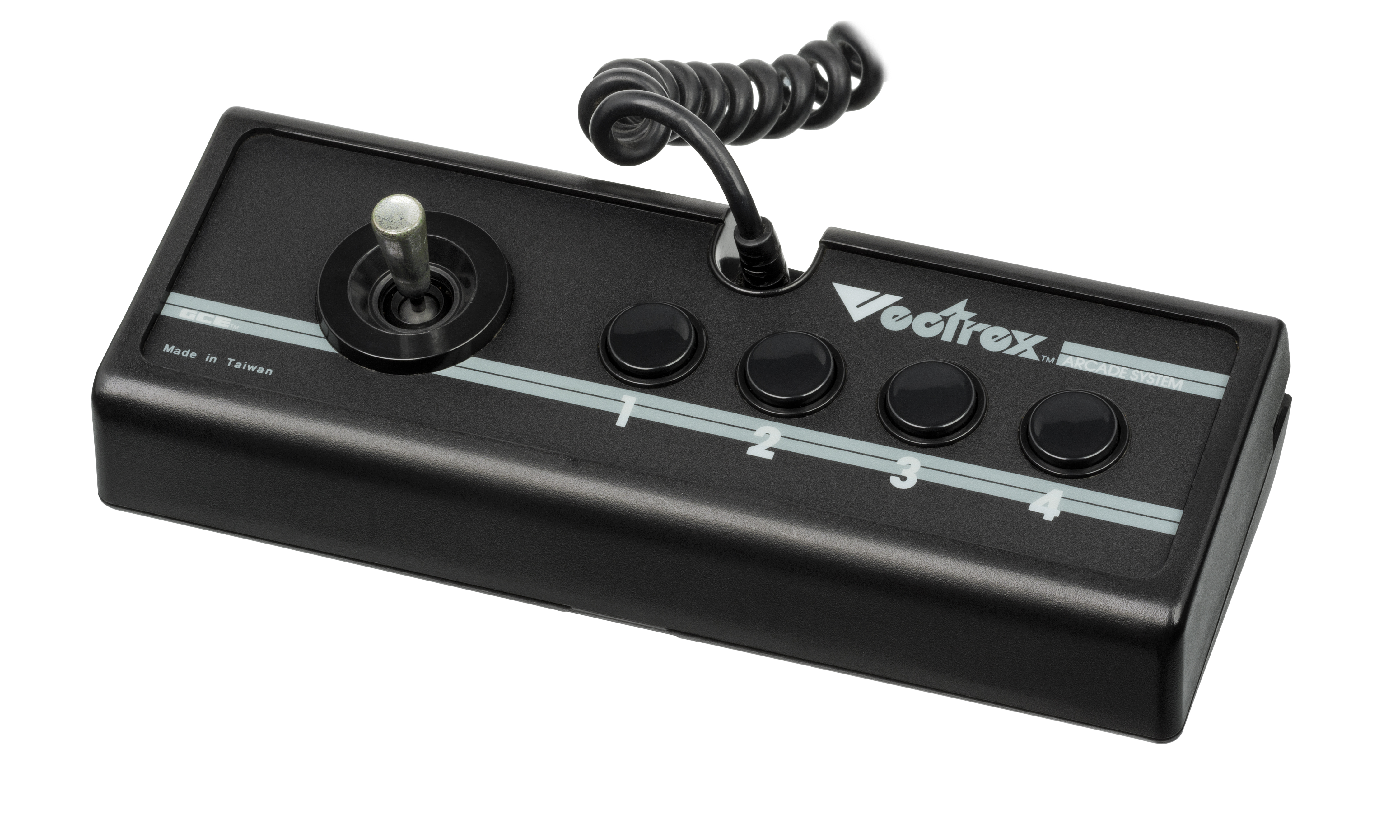
Controle do Vectrex.

### Comuns
- AnimAction (requeria caneta ótica)
- Art Master (requeria caneta ótica)
- Armor Attack
- Bedlam
- Berzerk
- Blitz! Action Football
- Clean Sweep
- Cosmic Chasm
- Fortress of Narzod
- Heads Up
- Hyperchase Auto Race
- Melody Master (requeria caneta ótica)
- Minestorm
- Polar Rescue
- Pole Position
- Rip Off
- Scramble
- Solar Quest
- Space Wars
- Spike
- Spinball
- Star Castle
- Star Trek: The Motion Picture
- Starhawk
- Web Wars

### 3D
- Crazy Coaster
- Minestorm
- Minestorm II (correção e continuação de Minestorm, que travava após o jogador atingir o nível 13).
- Lord of the Robots
- Narrow Escape
- Pole Position (não lançado)

### Não-lançados
- 3D Pole Position
- Berzerk II
- Cube Quest
- Dark Tower
- Engine Analyzer (requeria caneta ótica)
- Mail Plane (requeria caneta ótica)
- Melody Master II
- Pitcher's Duel
- Tour De France

### Home Brew
- 3D Lord of the Robots (2006)
- All Good Things (1996)
- Colorclash (2006)
- Debris (2005)
- Gravitrex (2002)
- I, Cyborg (2004)
- Logo (2006)
- Moon Lander (2000)
- Nebula Commander (2005)
- Omega Chase Deluxe (1998)
- Patriots (1996)
- Protector (2003)
- Revector (2004)
- Space Frenzy (2006)
- Spike Hoppin' (1996)
- Spike's Circus (2006)
- Star Sling (2006)
- Thrust (2004)
- Tsunami/VIX (2002)
- Vec Sports Boxing (2002)
- Vecmania (1998)
- Vectopia (2001)
- Vector 21 (2006)
- Vector Vaders (1996)
- War of the Robots (2003)
- Yasi (2003)